# Halgaitosaurus gregarius
Halgaitosaurus è un genere estinto di rettile appartenente agli areoscelidi. È noto per fossili provenienti da terreni del Pennsylvaniano superiore (circa 300 milioni di anni fa) dello Utah. Comprende una sola specie, Halgaitosaurus gregarius, conosciuta dalla Formazione Halgaito, di età "Virgiliana" (Gzheliano), situata nel Bears Ears National Monument. 

## Fossili
I fossili di Halgaitosaurus includono diversi scheletri parziali e ossa isolate, scoperti in blocchi di siltite raccolti presso Birthday Quarry, un deposito ossifero nella Valley of the Gods. Halgaitosaurus costituisce circa il 55% del materiale fossile nei 20 blocchi recuperati dal sito. I suoi fossili mostrano una grande varietà di dimensioni corporee e la loro conservazione in stretta vicinanza potrebbe indicare che fosse un animale gregario, da cui il nome specifico gregarius.

## Descrizione
Halgaitosaurus presenta molte caratteristiche in comune con gli araeoscelidi. Le vertebre cervicali (del collo) sono allungate e tutte le vertebre anteriori all'anca possiedono una carena mediana sulla parte inferiore. Inoltre, il margine anteriore della scapola è inclinato all’indietro, gli arti sono lunghi e di lunghezza simile, e il femore è molto più spesso dell'omero. Il coracoide presenta un punto di attacco prominente, simile a un pollice, per il muscolo tricipite, una caratteristica condivisa con Araeoscelis. Halgaitosaurus aveva otto vertebre cervicali, meno di Araeoscelis (9) ma più di Petrolacosaurus (6). Il mascellare possedeva circa 25 denti, un numero intermedio tra Araeoscelis (19) e Petrolacosaurus (35). Il quarto e il quinto dente del mascellare erano caniniformi (ingranditi e simili a zanne), mentre i denti dal 10° al 18° erano leggermente più grandi rispetto agli altri della fila dentaria.
I frontali erano simili a quelli di Araeoscelis: si incontravano in una proiezione a forma di V che si incuneava tra le ossa nasali. A differenza di Araeoscelis, Halgaitosaurus potrebbe aver avuto due finestre temporali. Scavi sui margini del postorbitale e del parietale suggeriscono fortemente la presenza di una finestra temporale superiore, visibile dall’alto. Allo stesso modo, il postorbitale era proporzionalmente simile a quello di Petrolacosaurus, e lo jugale aveva un margine posteriore ad angolo retto, elementi che potrebbero indicare la presenza di una finestra temporale inferiore sul lato del cranio. Lo jugale, inoltre, si connetteva appena al margine inferiore del cranio, a differenza di altri araeoscelidi.